# One Two Three
One Two Three (pol. Raz, dwa, trzy) – bollywoodzki film komediowy w języku hindi z 2008 roku. Reżyser debiutant: Ashwani Dheer (scenarzysta Krazzy 4). W rolach głównych Sunil Shetty, Paresh Rawal i Esha Deol. Premiera odbyła się 28 marca 2008 roku.

## Obsada
- Neetu Chandra – Inspector Mayawati
- Esha Deol – Jiya
- Tusshar Kapoor – Laxminarayan
- Ashwin Mushran
- Upen Patel – Chandu
- Sameera Reddy
- Paresh Rawal – Laxminarayan
- Sameera Reddy – Laila
- Sunil Shetty – Laxminarayan
- Tanisha – Chandhni

## Pozostałe informacje
Produkcja należy do top 8 bollywoodzkich filmów z 2008 roku, obok: Wyścig, Księżniczka i cesarz, U Me aur Hum, Tashan, Halla Bol Niedziela, Krazzy 4.